# Гончаров, Николай Данилович
Николай Данилович Гончаров (1895 — ?) — русский лётчик, герой Первой мировой войны, участник Белого движения.

## Биография
Из крестьян. Уроженец Рязанской губернии. Образование получил в Киевском реальном училище Св. Екатерины.
С началом Первой мировой войны поступил в 1-е Киевское военное училище, по окончании ускоренного курса которого 1 декабря 1914 года был произведен в прапорщики. Состоял в 164-м пехотном Закатальском полку. Удостоен ордена Св. Георгия 4-й степени
За то, что, будучи в чине прапорщика, в бою 17 сентября 1915 года, находясь впереди своей роты, кинулся стремительной атакой на противника, выбил его из окопов у фл. Кайшевки, захватил два действующих пулемета, 16 пленных немцев и, несмотря на тяжелую рану, остался в строю, продолжая преследовать отступавшего противника.
18 ноября 1915 года переведен в 164-й пехотный Закатальский полк, а 19 ноября произведен в подпоручики. Командовал 10-й ротой своего полка. В 1916 году окончил Военную школу летчиков-наблюдателей в Киеве, был командирован в 34-й корпусной авиационный отряд, а 16 декабря 1916 года назначен штатным летчиком-наблюдателем того же отряда. Произведен в поручики 6 сентября 1916 года. Приказом по 10-й армии награждён Георгиевским оружием
За то, что во время полетов в феврале, апреле и мае 1917 года, имея задачей фотографирование неприятельских позиций в районе Сморгонь-Крево и корректирование стрельбы наших батарей, неоднократно подвергался действительному артиллерийскому и пулеметному обстрелу противника и нападению неприятельских самолетов-истребителей. При полете 6 мая 1917 года подвергся исключительно жестокому обстрелу неприятельской артиллерии, причем аппарат получил весьма серьезные повреждения, но благодаря искусству в управлении и своему хладнокровию благополучно спустился, блестяще выполнив задачу.
В сентябре 1917 года был командирован в Севастопольскую военную авиационную школу.
В Гражданскую войну участвовал в Белом движении на Юге России. С 3 января 1919 года был прикомандирован к Авиационному парку Добровольческой армии, с 19 апреля того же года — рядовой пулеметной команды Строевой авиационной роты, в составе которой участвовал в боях с частями 10-й армии РККА и взятии переправы через реку Маныч в мае 1919 года. Затем был прикомандирован в качестве лётчика-наблюдателя к 5-му авиационному отряду ВСЮР. В Русской армии — в том же авиационном отряде до эвакуации Крыма. В составе отряда участвовал в Перекопской операции в мае 1920 года. Произведен в штабс-капитаны с 31 июля 1920 года. На 7 октября 1920 — капитан 5-го авиационного отряда. Был награждён орденом Св. Николая Чудотворца, состоял членом Орденской Николаевской думы. Эвакуировался из Крыма на корабле «Сцегед». На 18 декабря 1920 года — во 2-й роте Авиационного батальона Технического полка в Галлиполи. Был произведен в подполковники.
Осенью 1925 года — в составе Технического батальона во Франции. Работал шофером такси, затем пилотом-топографом в Compagnie aérienne française (CAF) и Société Général de Photo-topographie. Состоял членом Союза русских летчиков, принимал деятельное участие в собраниях союза.
Дальнейшая судьба неизвестна. Был женат на Нине Петровне Джунковской (1896—?), в эмиграции занимавшейся художественной вышивкой.

## Награды
- Орден Святой Анны 4-й ст. с надписью «за храбрость» (ВП 15.05.1916)
- Орден Святого Георгия 4-й ст. (ВП 13.11.1916)
- Орден Святой Анны 3-й ст. с мечами и бантом (Приказ по 10-й армии № 823 от 4 июля 1917)
- Георгиевское оружие (Приказ по 10-й армии № 1063 от 5 сентября 1917)
- Орден Святителя Николая Чудотворца (Приказ Главнокомандующего № 3705 от 7 октября 1920)